# 皮瑟
皮瑟（法語：Piseux，法語發音：[pizø]）是法国厄尔省的一个市镇，属于埃夫勒区。

## 地理
皮瑟（48°46'25"N, 0°58'31"E）面积19.63 平方千米，位于法国诺曼底大区厄尔省，该省份为法国北部内陆省份，北起滨海塞纳省，西接奧恩省和卡爾瓦多斯省，南至厄尔-卢瓦省，东临瓦兹省、瓦兹河谷省和伊夫林省。
与皮瑟接壤的市镇（或旧市镇、城区）包括：巴利讷、库尔泰耶、圣玛丽达泰、布勒特伊。

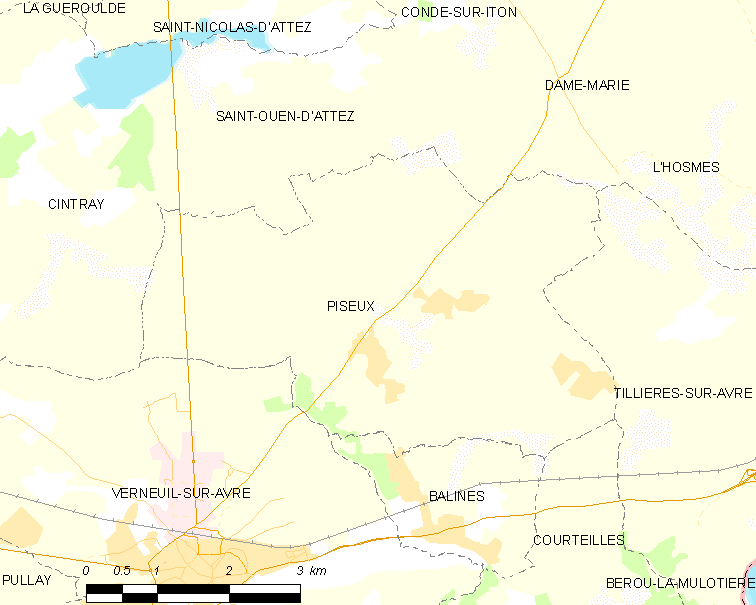
皮瑟的OSM定位图

皮瑟的时区为UTC+01:00、UTC+02:00（夏令时）。

## 行政
皮瑟的邮政编码为27130，INSEE市镇编码为27457。

## 政治
皮瑟所属的省级选区为阿夫尔河和伊通河畔韦尔讷伊县。

## 人口

1962-2008年间皮瑟人口变化图示

皮瑟于2022年1月1日时的人口数量为691人。